# 1207. grenadirski polk (Wehrmacht)
1207. grenadirski polk (izvirno nemško 1207. Grenadier-Regiment; kratica 1207. GR) je bil pehotni polk Heera v času druge svetovne vojne.

## Zgodovina
Polk je bil ustanovljen 25. avgusta 1944 kot sestavni del 582. ljudskogrenadirske divizije; še v času oblikovanja so polk preimenovali v 77. grenadirski polk.